# گور هندی
گور هندی، گورخر هندی یا خر وحشی هندی (نام علمی: Equus hemionus khur)، پستانداری است که در شمال غربی هند و جنوب پاکستان زندگی می‌کند.

## نگارخانه
|  |  |  |  |